# Christopher Street
Christopher Street è una strada del quartiere Greenwich Village di New York.

## Storia
La via è stata al centro del movimento gay negli anni settanta e oggi è diventata un simbolo del gay pride.
Proprio in Christopher Street si trova infatti ancor oggi lo Stonewall Inn, un gay bar nel quale ebbero inizio, il 28 giugno 1969, i famosi moti di Stonewall che segnano universalmente la data di inizio del movimento di liberazione omosessuale militante. I gay pride che si svolgono in tutto il mondo nei mesi estivi ricordano proprio questi moti, tant'è che nei Paesi di lingua tedesca prendono il nome di CSD, acronimo di Christopher Street Day.

## Citazioni e omaggi
- A ricordo del ruolo che questa strada ha avuto nel [movimento di liberazione omosessuale, nella piccola piazza di fronte allo Stonewall Inn, Christopher Street Park, è stata installata nel 1991 una scultura di bronzo dell'artista George Segal, Gay Liberation, che rappresenta a grandezza naturale due coppie dello stesso sesso, una di donne e l'altra di uomini.
- La rivista Christopher Street, che iniziò le pubblicazioni nel 1976, è stata per anni una delle più autorevoli riviste gay negli Stati Uniti.
- Cristopher Street è al centro del quarto episodio della quarta stagione della serie televisiva La fantastica signora Maisel (The Marvelous Mrs. Maisel), Incontri interessanti in Christopher Street (Interesting People on Christopher Street), pubblicato il 25 febbraio 2022 su Prime Video, in cui la protagonista, Midge Maisel (Rachel Brosnahan) va alla ricerca di locali per lesbiche per procurare un incontro alla sua manager e amica Susie Myerson (Alex Borstein), incontrandovi Lazarus (John Waters), che le consiglia un bar dove poi condurrà Susie.